# 林幸範
林 幸範（はやし ゆきのり、1951年 - ）は、日本の教育評論家。池坊短期大学幼児保育学科・教授・元学科長。現在は滋賀短期大学幼児保育学科・特任教授。
2014年4月−池坊短期大学幼児保育学科開設準備室室長

## 人物
- 東京都出身
- 東京学芸大学大学院教育学研究科修士課程修了
- 愛称は、「幸範」先生

## 経歴
- 1981年 - 1992年：財団法人日本青年少年研究所研究員
- 1989年 - 1992年：文京女子短期大学非常勤講師
- 1990年 - 1993年：東京学芸大学非常勤講師
- 1990年 - 2001年：放送大学非常勤講師
- 1991年 - 2001年：國學院大学非常勤講師
- 2014年4月−　2015年3月　　　　　　　　池坊短期大学幼児保育学科開設室室長
- 2015年4月 - 2018年3月：池坊短期大学幼児保育学科学科長教授
- 2018年4月 - ：滋賀短期大学幼児保育学科教授[1]

## 出版物
- 1985年：「要説教育心理学」実務教育出版
- 1985年：「学習意欲の見方と導き方」教育出版
- 1987年：「社会生活と心理学」鷹書房
- 1991年：「人間理解のための社会・心理学」学芸図書株式会社
- 1995年：「教育心理学」
- 2003年：「保育士資格採用試験」成美堂
- 2005年：「保育園幼稚園の実習完全マニュアル」成美堂
- 2007年：「合格レッスン保育士試験」成美堂
- 2008年：「合格レッスン保育士試験」成美堂
- 2010年：「最新保育園幼稚園の実習完全マニュアル」成美堂
- 2011年：「知りたいときにすぐわかる幼稚園・保育所・児童福祉施設等実習ガイド」同文書院
- 2011年：「小学校教育実習知りたい聞きたいこんなときにどうする？」萌文堂
- 2011年：「小学校教育ガイド」萌文堂
- 2013年：「知りたいときにすぐわかる幼稚園・保育所・児童福祉施設等実習ガイド」同文書院